# Elővásárlási jog
Az elővásárlási jog (régies kifejezéssel: elővételi jog) valakinek (az elővásárlási jog  jogosultjának)  ad jogot egy dolog megvételére, mégpedig  mindenki mást megelőzően, olyan feltételek mellett, mint amilyet egy harmadik személy a vételi ajánlatában ennek a bizonyos dolognak a tulajdonosával közölt.
Az elővásárlási jog alapulhat jogszabályon vagy szerződésen. A jogszabályon alapuló elővásárlási jog megelőzi a szerződéses elővásárlási jogot.
Ismert esete az elővásárlási jognak a közös tulajdonon (pl.társasházi közös tulajdonon) fennálló tulajdonrész elidegenítése esetén a tulajdonostársakat megillető elővásárlási jog.
Az államot elővásárlási jog illeti meg több különböző jogszabály alapján. Ezek közé tartozik az elővásárlási jog pl. 
- kiemelten védett műemléki ingatlanok esetében;[3]
- a termőföldi ügyletek esetén (a földforgalmi törvény,  azaz 2013. évi CXXII. törvény alapján).

## A magyar polgári törvénykönyvben
Az elővásárlási jog alapvető szabályait Magyarországon a polgári törvénykönyv tartalmazza.
Ha a tulajdonos meghatározott dologra nézve szerződéssel elővásárlási jogot alapít, és a dolgot harmadik személytől származó ajánlat elfogadásával el akarja adni, az elővásárlási jog jogosultja az ajánlatban rögzített feltételek mellett a harmadik személyt megelőzve jogosult a dolog megvételére.
Ha a tulajdonos egymást követően több személynek enged ugyanarra a dologra elővásárlási jogot, a jogosultak az elővásárlási jogok keletkezésének sorrendjében gyakorolhatják elővásárlási jogukat.
A vételi ajánlatot írásban kell közölni, amely eladási ajánlatnak minősül. Ha a jogosult nem nyilatkozik, hallgatása esetén az eladó és a vevő megkötheti a szerződést. A törvény szabályozza az elővásárlási jog megszegésével kötött szerződés jogkövetkezményeit is. A korábbi törvénnyel ellentétben, a hatályos törvény lehetőséget biztosít az elővásárlási jog átruházására is.

## Története

### Az ókori római jogban
Az elővásárlási vagy elővételi jogot (latinul ius protimiseos) már az ókori római jog ismerte, ahol az adásvételhez kapcsolódó mellékegyezmény volt.  Az eladót arra jogosította, hogy amennyiben a vevő el akarná adni az adásvétel tárgyát, azt tőle az eladó egy bizonyos harmadik személy által kínált áron megvásárolhatja. Ha az eladó nem élt ezzel a  jogával, az árut el lehetett adni harmadik személynek.

### A korábbi magyar szabályozás
A korábbi polgári törvénykönyv a 373. §-ban  szabályozta az elővásárlási jogot. Ezek szerint:
- Ha a tulajdonos meghatározott dologra nézve írásbeli megállapodással elővásárlási jogot enged, és a dolgot el akarja adni, a kapott ajánlatot a szerződés megkötése előtt köteles az elővásárlásra jogosulttal közölni. Nem terheli e kötelezettség a tulajdonost, ha annak teljesítése a jogosult tartózkodási helye vagy más körülményei miatt rendkívüli nehézséggel vagy számottevő késedelemmel járna.[8]
- Ha az elővásárlásra jogosult a tulajdonoshoz intézett nyilatkozatában az ajánlat tartalmát magáévá teszi, a szerződés közöttük létrejön. Ha a jogosult a szerződési ajánlat elfogadására általában megszabott határidő alatt ilyen nyilatkozatot nem tesz, a tulajdonos a dolgot az ajánlatnak megfelelően vagy annál kedvezőbb feltételek mellett eladhatja.[9]
- Ha az elővásárlási jogot az ingatlan-nyilvántartásba bejegyzik, az mindenkivel szemben hatályos, aki a bejegyzést követően az ingatlanon valamely jogot szerez.[10]

Az elővásárlási jog átruházása főszabályként ("ha törvény eltérően nem rendelkezik") semmis volt, gazdálkodó szervezetnek azonban jogában állt kijelölni azt a személyt, aki e jog gyakorlására jogosult.  Az elővásárlási jog - ha törvény eltérően nem rendelkezik - az örökösökre nem száll át. Az elővásárlási jogra vonatkozó rendelkezéseket a jogszabályon alapuló elővásárlási jogra is alkalmazni kell. A jogszabályon alapuló elővásárlási jog a szerződéses elővásárlási jogot megelőzi.